# لايلي بيترز
لايلي بيترز (بالإنجليزية: Lyle Peters)‏ (9 فبراير 1991 بكيب تاون في جنوب أفريقيا - ) هو لاعب كرة قدم جنوب أفريقي في مركز الهجوم. لعب مع أياكس كيب تاون ونادي العروبة وسانتوس وBay Stars F.C. ‏ وAfrican Warriors F.C. ‏ وIkapa Sporting F.C. ‏.

## معرض صور

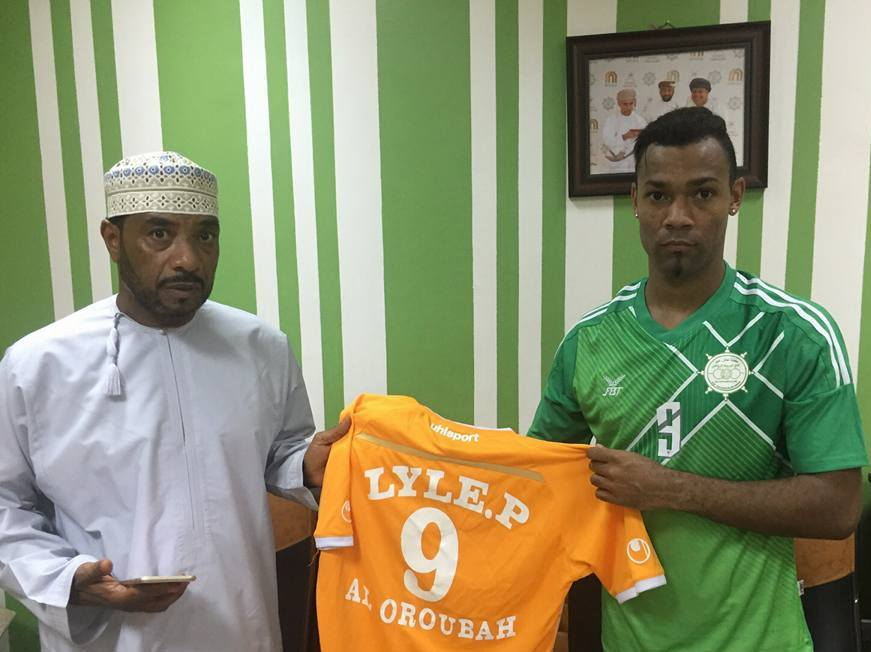
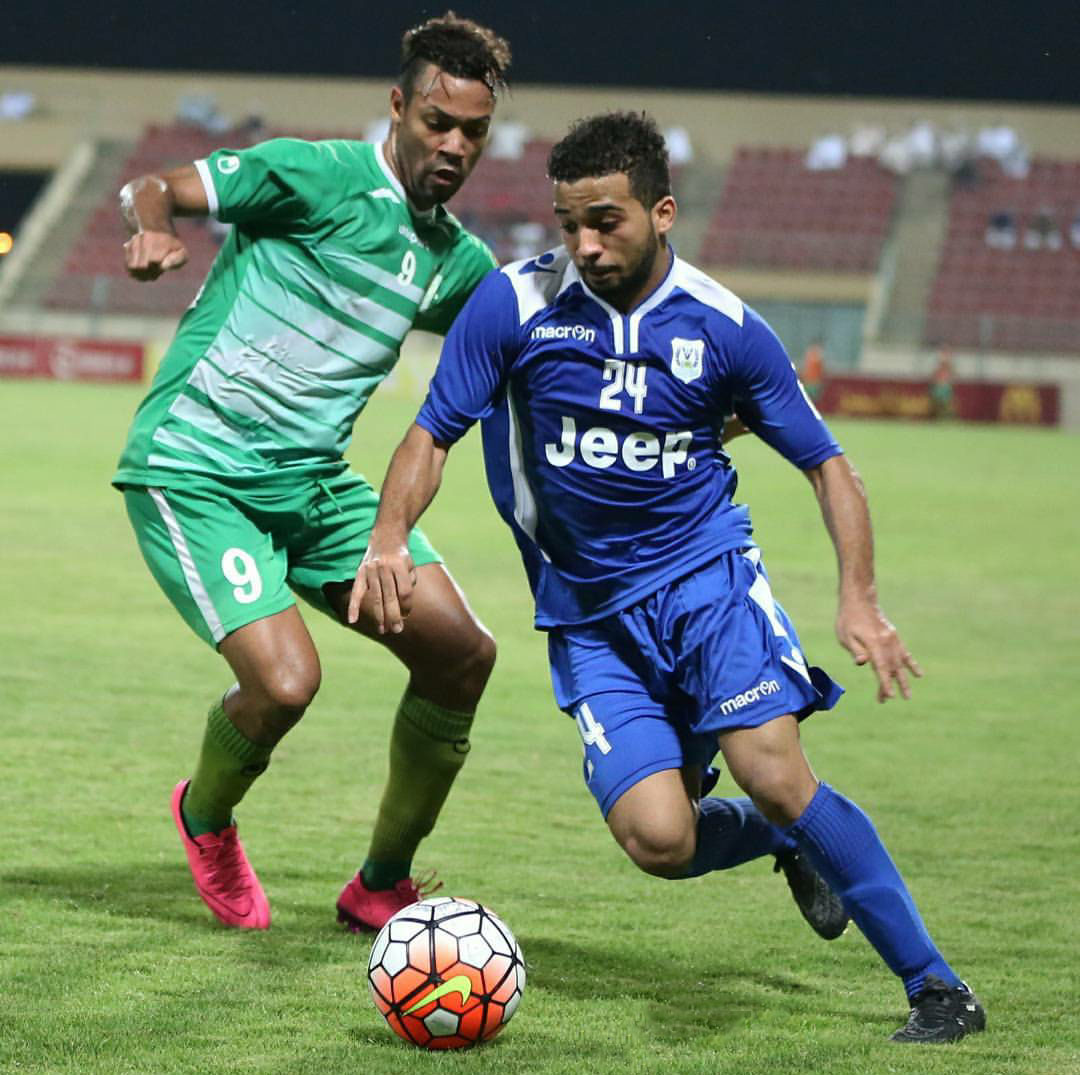
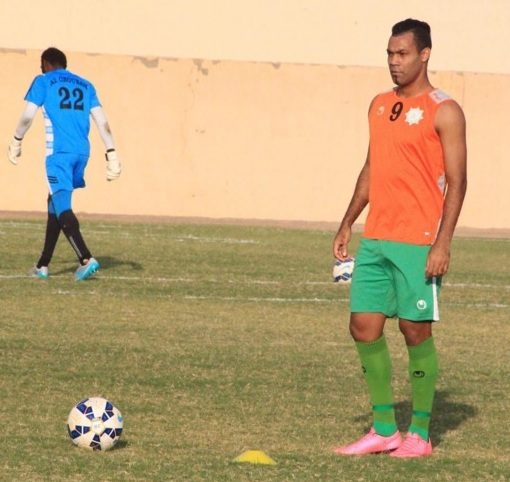

## وصلات خارجية
- لايلي بيترز على موقع قاعدة بيانات كرة القدم.إي يو (الإنجليزية)
- لايلي بيترز على موقع Soccerway.com (الإنجليزية)